# Vertigo ultimathule
Vertigo ultimathule är en snäckart som beskrevs av von Proschwitz 2007. Vertigo ultimathule ingår i släktet Vertigo, och familjen grynsnäckor. IUCN kategoriserar arten globalt som nära hotad. Arten är reproducerande i Sverige.